# دائرة سريانة
دائرة سريانة هي إحدى دوائر ولاية باتنة الجزائرية.